# Vetrișoaia (gmina)
Vetrișoaia – gmina w Rumunii, w okręgu Vaslui. Obejmuje miejscowości Bumbăta i Vetrișoaia. W 2011 roku liczyła 2830 mieszkańców.